# Station Llandaf
Llandaf is een spoorwegstation van National Rail in Cardiff in Wales. Het station is eigendom van Network Rail en wordt beheerd door Transport for Wales. 